# Music Encoding Initiative
Music Encoding Initiative (MEI) és un projecte de codi obert destinat a crear un sistema per a la representació interna de documents musicals en una estructura llegible per màquina. MEI reflecteix de prop el treball realitzat pels investigadors en la literatura Text Encoding Initiative (TEI), i malgrat que les dues iniciatives de codificació no estan formalment vinculades, comparteixen moltes característiques comunes i pràctiques de desenvolupament. El terme "MEI", com "TEI", descriu tant l'organització de govern, com el llenguatge de marques. La comunitat MEI es recolza per la seva feina i els seus desenvolupaments futurs, en els experts de diverses comunitats en la investigació musical, incloent-hi tècnics, bibliotecaris, historiadors i teòrics per tal de discutir i definir les millors pràctiques per a la representació d'una àmplia gamma de documents i estructures musicals. Els resultats d'aquestes discussions són després formalitzats en l'esquema EMI, un conjunt de regles per al registre de característiques sintàctiques i semàntiques documents de notació musical. Aquest esquema s'expressa en un llenguatge d'esquema XML, i RelaxNG és el format preferit. L'esquema de MEI en si es desenvolupa utilitzant el format One-Document-Does-it-all (ODD), un format d'alfabetitzat de programació XML, desenvolupat pel Text Encoding Initiative.
El format MEI s'utilitza sovint per les metadades dels catàlegs musicals, edicions crítiques (particularment de música antiga), i per a la recol·lecció i intercanvi de dades musicals desenvolupades amb Reconeixement Òptic de Música (OMR).
"Verovio" és una biblioteca portàtil i lleugera per a la representació de fitxers de la Music Encoding Initiative (MEI) mitjançant gràfics vectorials escalables.